# Марлис Сомерс
Марлис Сомерс (на нидерландски: Marlies Somers) е нидерландска актриса.

## Филмография
- Уинкс Клуб – Лейла, Пиф
- Totally Spies! – Доминик
- Monster Buster Club – Кейти